# Butterworth (Penang)
Butterworth – miasto w Malezji, w stanie Pinang. Liczy 110 075 mieszkańców (dane szacunkowe, 2007). Ośrodek przemysłowy.